# Dasycyptus
Dasycyptus là một chi nhện trong họ Salticidae.